# Dick Smith (maquiador)
Richard Emerson "Dick" Smith (26 de Junho de 1922  —   30 de julho de 2014) foi um maquiador de efeitos especiais de cinema, estadunidense conhecido por seus trabalhos pioneiro em filmes como "Pequeno Grande Homem", "O Poderoso Chefão", "O Exorcista", "Taxi Driver" e "Scanners – Sua Mente Pode Destruir". Era considerado o "Poderoso Chefão da maquiagem" em Hollywood. Ele ganhou um 1985 um Oscar de melhor maquiagem e penteados por seu trabalho em "Amadeus" e recebeu em 2012 um prêmio Oscar Honorário pelo trabalho em sua carreira.

## Carreira
Dick Smith começou sua carreira ainda na década de 1940. Após se apaixonar pela ideia de caracterizar pessoas ao ler um livro sobre o tema. Smith começou a trabalhar em Hollywood em 1945, como diretor de maquiagem da então nascente rede NBC. Ele permaneceu na emissora até 1959, onde foi pioneiro no uso da espuma de látex e de plásticos para criar próteses e maquiagem no ritmo da TV ao vivo nos EUA. Com o seu livro Do-It-Yourself Monster Make-Up Handbook, publicado pela primeira vez em 1965, que ensinava o passo-a-passo para criar 15 monstros diferentes com maquiagem facial, Smith influenciou Rick Baker e toda uma geração de artistas.
Embora tenha ganho o Oscar de melhor maquiagem em 1985 por "Amadeus" - e depois um honorário em 2011 - Dick Smith é mais conhecido por dois outros trabalhos: transformar a angelical Linda Blair em uma criança possuída pelo demônio em "O Exorcista". Linda Blair, passou por cinco horas de maquiagem por dia para ficar com aparência de "possuída". O vômito verde e o giro de cabeça de 360 graus também são idéias de Dick Smith. E envelhecer Marlon Brando para o papel de Don Vito Corleone em "O Poderoso Chefão", a icônica expressão cansada de Marlon Brando foi feita com uma mistura de um látex finíssimo com próteses bucais improvisadas, deixando o ator completamente diferente. Entre outros marcos do cinema, Smith criou o corte de cabelo moicano de Robert De Niro em "Taxi Driver". No faroeste "Pequeno Grande Homem", de 1970, caracterizou Dustin Hoffman, então com 32 anos, como um velho de 121 anos. E transformou David Bowie em vampiro em "Fome de Viver". Ganhou um Oscar ao envelhecer décadas F. Murray Abraham em “Amadeus” de 1984, de Milos Forman. O trabalho rendeu a ele seu único Oscar “pontual”, em 2012, recebeu um Oscar Honorário da Academia por seu trabalho ao longo da sua carreira. Dick Smith foi responsável pelo departamento de maquiagem em mais de 60 filmes, muitos deles de terror e ficção científica.
O maquiador de efeitos especiais Rick Baker, que foi assistente de Smith em filmes como "O Exorcista", foi quem deu o anúncio. 
"O mestre se foi. Meu amigo e mentor Dick Smith não está mais entre nós, e o mundo não será mais o mesmo", escreveu na época Rick Baker no Twitter. Rick Baker, dono de sete Oscars, conheceu Dick Smith quando tinha 18 anos, depois de escrever-lhe uma carta com fotos de seus trabalhos amadores. Em resposta, Dick Smith mandou uma outra carta, com um pedaço de uma esponja facial usada na maquiagem da antologia cult de ficção científica Way Out, do canal CBS. Pelo conjunto da sua obra, é considerado um ícone para os novos maquiadores.
A Associated Press disse que Dick Smith morreu de causas naturais.